# Tycherus paluster
Tycherus paluster är en stekelart som beskrevs av Ranin 1985. Tycherus paluster ingår i släktet Tycherus och familjen brokparasitsteklar. Inga underarter finns listade i Catalogue of Life.